# Pontificia Facultad Teológica Teresianum
La Pontificia Facultad Teológica "Teresianum" es una institución de educación superior de la Iglesia católica. Fue establecida por los carmelitas en Roma para el estudio de la teología científica y la antropología.

## Historia
La facultad fue establecida el 16 de julio de 1935 por Gugliermo di Sant'Alberto (1878-1947), padre General de orden de Nuestra Señora del Monte Carmelo después de varios años tratando de convencer a la orden que la institución debería ser establecida.
Durante la Segunda Guerra Mundial, las actividades de la facultad cesaron pero se retomaron con renovado interés después de la guerra. El renovado interés significó que la sede original de la facultad se volviera muy pequeña y el instituto se mudara a Villa Doria Pamphilj en 1954. La nueva residencia fue equipada con habitaciones más amplias y una extensa biblioteca.

## Publicaciones
- Teresianum
- Bibliographia Internationalis Spiritualitatis (BIS)
- Archivum Bibliographicum Carmeli Teresiani (ABCT)
- Collana Fiamma Viva

## Otros proyectos
- Wikimedia Commons alberga una categoría multimedia sobre Pontificia Facultad Teológica Teresianum.

- Datos: Q1628475
- Multimedia: Pontifical Theological Faculty Teresianum / Q1628475